# 河口北站
河口北站位于云南省红河哈尼族彝族自治州河口瑶族自治县，是蒙河铁路上的车站，2014年12月1日开通货运，同月10日开通客运。本站客运的开通意味着河口县域在2003年窄轨昆河铁路停办客运业务后再度开通铁路客运，只是昆河旅客列车的经由已改为标准轨线路。
本站现由昆明铁路局开远车务段管辖，设有通往河口站的米轨(軌距1,000毫米)联络线，可办理米轨直通国际联运、准米轨整车换装国际联运、集装箱国际联运和铁公联运等国际货运业务，旅客列车则包括终到昆明的3班和终到大理的1班。然而本站候车室在开通后仅一年有余即因设计标准过低、对客流的估计不足而不敷应用。